# Sulpicianen
De sulpicianen (in het Latijn de Societas Presbyterorum a Sancto Sulpicio) (P.S.S.) is een gemeenschap van apostolisch leven, opgericht in 1641 door Jean-Jacques Olier (1608–1657). Stichter Olier werd in 1642 pastoor van de parochie van Sint Sulpicius in Parijs, waar hij een priesterseminarie oprichtte (vandaar de benaming Sulpicianen).
Deze sociëteit is opgezet om de priesteropleiding in seminaries te organiseren.
De sulpicianen zijn terug te vinden in de Frankrijk, Canada, de Verenigde Staten en Zambia.Er zijn thans 330 priesters en 330 mannelijke religieuzen.

## Bekende Sulpicianen
- Jean Verdier (1864–1940), aartsbisschop van Parijs
- Marc Ouellet (1944), prefect van de Congregatie voor de Bisschoppen